# Siemens ES64F4
Die Elektrolokomotive ES64F4 ist eine Lokomotivenplattform von Siemens Mobility (vormals Siemens Transportation Systems) und Mitglied der EuroSprinter-Familie. In Deutschland sind sie vor allem als Baureihe 189 der Deutschen Bahn im Einsatz. Sie sind in allen vier in Europa üblichen Bahnstromsystemen einsetzbar. Im britischen Netz können die Lokomotiven wegen der dortigen engeren Fahrzeugbegrenzungslinie nicht eingesetzt werden, abgesehen von der Schnellfahrstrecke High Speed 1. Drehgestelle für die Breitspuren in Spanien, Portugal, Finnland sowie in mehreren Ländern Osteuropas wären technisch möglich, breitspurige Ausführungen wurden jedoch nicht bestellt. Viersystemlokomotiven sind in den Breitspurnetzen allerdings auch nicht notwendig. Für die verschiedenen Bahngesellschaften können die jeweils erforderlichen Zugbeeinflussungskomponenten als „Paket“ installiert werden.

## Technische Merkmale

### Allgemeines
Bei den Fahrzeugen des Typs ES64F4 handelt es sich um Streckenlokomotiven für den interoperablen Güterverkehr mit zwei Endführerräumen und der Radsatzanordnung Bo’Bo’. Um den unterschiedlichen Anforderungen der Betreiber gerecht zu werden, wurden verschiedene Varianten realisiert. Die Betriebsmasse der vierachsigen Lokomotiven beträgt je nach Ausstattung ca. 87 Tonnen. Die Wagenkästen sind für den Einbau von UIC-Mittelpufferkupplungen und vergleichbarer Kupplungen in europäischer Höhe vorbereitet.
Die Maschinenräume der Fahrzeuge haben einen geraden Mittelgang, an dessen Seiten alle Gerüste und Schränke angeordnet sind. Der Mittelgang verbindet die beiden Führerräume. In einem Kanal unter dem Mittelgang verlaufen die elektrischen Steuer- und Druckluftleitungen.

### Wagenkasten
Der selbsttragende Wagenkasten ist in Differentialbauweise ausgeführt und besteht aus den Hauptbaugruppen Untergestell, den beiden Führerhäusern und den beiden Seitenwänden. Das Untergestell wiederum besteht aus zwei äußeren und einem mittleren Längsträger mit Kopfstücken an den Enden und Querträgern für die Drehgestelle und den Haupttransformator. Die Kopfstücke nehmen die Zug- und Stoßeinrichtung auf und sind als Deformationselemente ausgebildet. Als Stoßeinrichtung wurden neu entwickelte Hochleistungspuffer mit Energieverzehrelementen eingesetzt. Zur Übertragung der Zug- und Bremskräfte zwischen Wagenkasten und Drehgestell werden wie bei den Lokomotiven der Baureihe 152 Drehzapfen mit quadratischem Querschnitt verwendet. Die Seitenwände bestehen aus gesickten Blechen, die mit senkrechten Stahlprofilen verstärkt sind.

### Dächer
Drei abnehmbare Dachsegmente bilden das Dach über dem Maschinenraum. Im Gegensatz zur Baureihe 152 sind die Dachschrägen nicht in den Wagenkasten, sondern in die Dächer integriert. Die Dachschrägen sind notwendig, um die Fahrzeugbegrenzungslinie einzuhalten.
Die Anordnung der Komponenten auf den Dächern ist modular aufgebaut. Je nach Variante und den damit verbundenen Anforderungen an die verschiedenen Bahnstromsysteme wurde das Dachlayout entsprechend ausgeführt. Durch den modularen Aufbau sind grundsätzlich auch nachträgliche Änderungen möglich.
Auf den beiden äußeren Dachsegmenten können jeweils bis zu zwei Stromabnehmer angeordnet werden. Die eingesetzten Stromabnehmer unterscheiden sich je nach Einsatzgebiet im Material und in der Breite der Schleifleisten. Auf dem mittleren Dachsegment finden Überspannungsableiter, Systemwahlschalter, Wechselspannungshauptschalter, Trenn-/Erdungsschalter und Dachdurchführungen ihren Platz. Die Verbindung der einzelnen Komponenten auf dem Dach erfolgt über Stromschienen, Stromrohre und/oder Trossen. Stromschienen werden hauptsächlich zur Führung von Gleichstrom, Stromrohre und Trossen zur Führung von Wechselstrom verwendet.
In den beiden äußeren Dachsegmenten sind außerdem die Lüftungsgitter für die Fahrmotorlüfter, die Kühlanlagen, das Hilfsbetriebeumrichtergerüst, den Maschinenraum-Luftauslass und den Bremswiderstand eingebaut. Auf dem mittleren Dachsegment befinden sich außerdem die Makrofone. Verschiedene Dachantennen sind über alle Dächer verteilt.

### Drehgestelle
Die beiden Drehgestelle sind als vollständig geschweißte, geschlossene Rahmenkonstruktion ausgeführt. Die beiden gekröpften Drehgestell-Längsträger sind durch zwei Kopfquerträger und einen Mittelquerträger miteinander verbunden. In den Mittelquerträger taucht der tief angelenkte Drehzapfen ein. Der Wagenkasten stützt sich über insgesamt acht paarweise, quer zur Fahrtrichtung angeordnete Flexicoil-Schraubenfedern auf die Drehgestelle ab. Der Antrieb erfolgt über einen Tatzlagerantrieb. Die Fahrmotoren sind jeweils über eine Pendelstütze am Mittelquerträger des Drehgestells abgestützt, während das Getriebegehäuse mit Ritzel und Großrad ungefedert auf der Radsatzwelle sitzt. Die Primärfederung zwischen Drehgestellrahmen und Radsatzlagergehäuse erfolgt je Fahrzeugseite über zwei kurze Schraubenfedern mit Dämpfern. Die Übertragung der Längskräfte erfolgt über horizontale Dreieckslenker. Diese weisen in Längsrichtung eine geringere Federsteifigkeit auf als in Querrichtung, bedingt durch die besondere Form der Silentbuchsen an den Radsatzlagern. Hierdurch erfolgt eine passive Radialstellung der Radsätze bei Bogenfahrten. An den Kopfquerträgern sind die Bremszangen und an den Radscheiben die Bremsscheiben der Scheibenbremsen befestigt.
Gegenüber der Baureihe 152 wurde der Achsstand von 3000 mm auf 2900 mm verkürzt. Außerdem wurde die Kröpfung der Drehgestell-Langträger vergrößert, um längere Sekundärfedern einbauen zu können. Hintergrund dieser Maßnahmen war die notwendige Reduzierung der Querkräfte im Bogen.
Die Lokomotiven verfügen über eine elektrische Bremse und Scheibenbremsen. Diese sind wegen der vergleichsweise geringen zulässigen Höchstgeschwindigkeit von 140 km/h und aus Kostengründen als Radscheibenbremsen ausgeführt, der Hochleistungsantrieb mit abgefederten Bremswellen (HAB) der Lokomotiven des Typs ES 64 U2 wurde nicht verwendet. Die Konstruktion der Lokomotive ist jedoch so ausgelegt, dass auch eine Version mit einer Höchstgeschwindigkeit von 230 km/h möglich ist.
Einige Lokomotiven wurden mit aktiven Drehdämpfern ausgerüstet.

### Hauptstromkreis

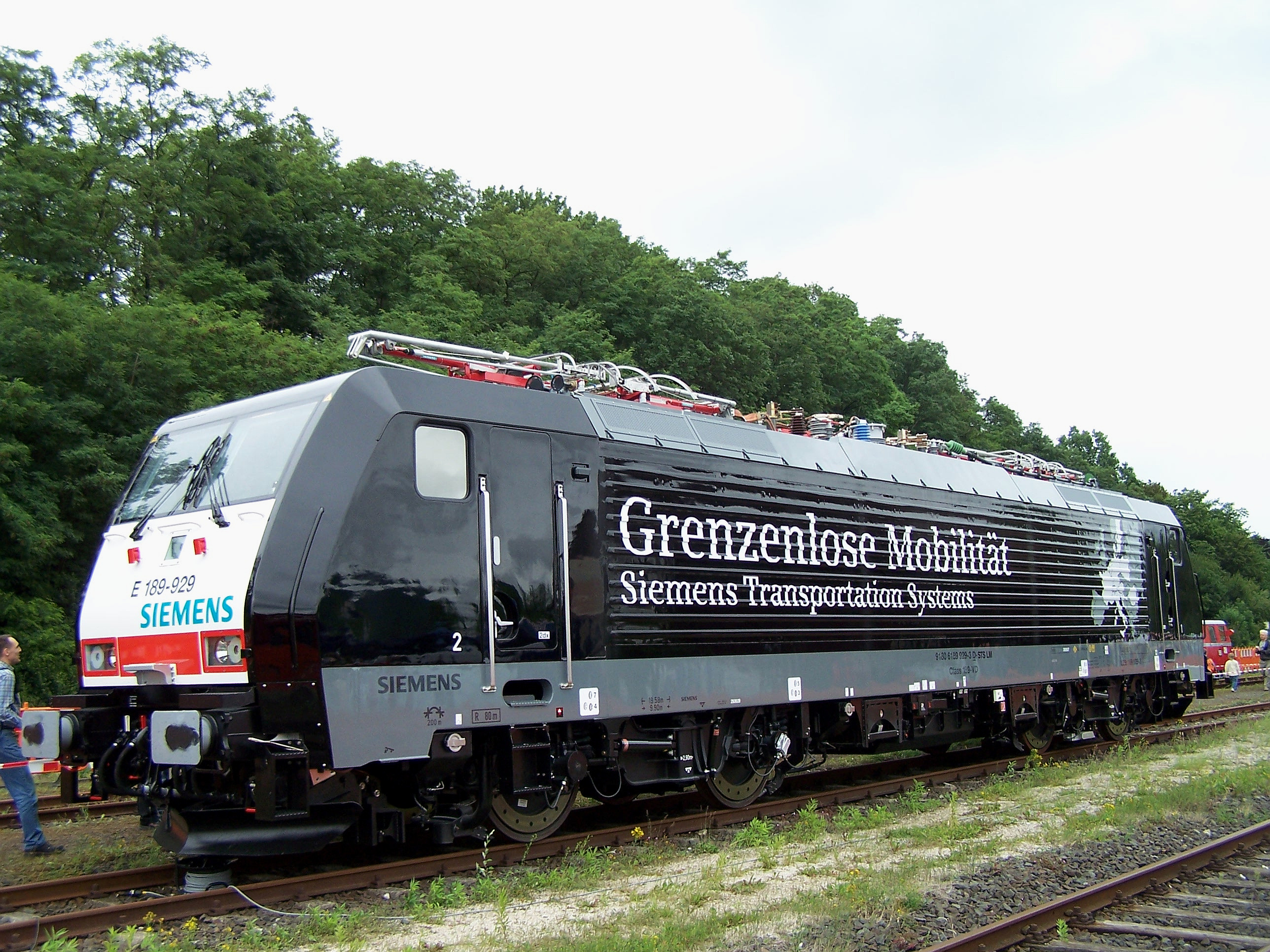
189 929 in Hersbruck

Als Viersystemlokomotiven sind die Fahrzeuge in allen vier in Europa üblichen Bahnstromsystemen einsetzbar. Es sind zwei Oberspannungskreise vorhanden, einer für den Betrieb in Wechselspannungsnetzen und einer für den Betrieb in Gleichspannungsnetzen.
Die Stromabnehmer sind mit dem Wechselspannungshauptschalter und dem Systemtrenner verbunden. Letzterer trennt und erdet den Gleichspannungskreis im Wechselspannungsbetrieb. Der Wechselspannungshauptschalter ist über eine Hochspannungsleitung mit dem unterflur angeordneten Haupttransformator verbunden. Die vier Traktionswicklungen auf der Sekundärseite des Haupttransformators sind jeweils mit einer Zwischenanzapfung ausgestattet, so dass sowohl bei 25 kV als auch bei 15 kV die gleiche Spannung an den Traktionsstromrichtern anliegt. Die Leistungselektronik der Traktionsstromrichter sind in IGBT-Technik ausgeführt. Jeweils ein Traktionsstromrichter versorgt die zwei Fahrmotoren eines Drehgestells. Ein Traktionsstromrichter besteht aus zwei Netzstromrichtern, die jeweils mit einer Sekundärwicklung verbunden sind und als Vierquadrantensteller arbeiten, aus einem Gleichspannungszwischenkreis und aus zwei Motorstromrichtern, die jeweils einen Fahrmotor speisen. Zur Glättung der Gleichspannung im Zwischenkreis sind Stützkondensatoren und Saugkreis vorhanden. Die Motorstromrichter wandeln den Gleichstrom in Dreiphasenwechselstrom um und versorgen die Fahrmotoren einzeln. Dadurch können diese auch einzeln geregelt und der Kraftschlussbeiwert Rad-Schiene optimal ausgenutzt werden.
Beim Betrieb in Gleichstromnetzen fließt der Strom über den geschlossenen Systemtrenner zum Gleichspannungshauptschalter, der im Maschinenraum im 3-kV-Gerüst integriert ist. Vom Gleichspannungshauptschalter fließt der Strom über die Sekundärwicklungen des Haupttransformators, die als Netzfilterdrosseln dienen, direkt in die Zwischenkreise der Traktionsstromrichter. Als Besonderheit der Fahrzeuge werden die Fahrmotoren unter 1,5 kV Gleichspannung in Dreieckschaltung und unter 3 kV Gleichspannung in der Sternschaltung betrieben. Dadurch kann unter 1,5 kV eine Leistung von 4,2 MW erreicht werden.
Die Stromrichter ermöglichen zusammen mit der elektrischen Bremse auch eine Bremsstromrückspeisung mit einer theoretischen Bremsleistung von 6,4 MW im Wechselspannungsbetrieb. Aus Gründen der Entgleisungssicherheit ist die Bremskraft mit Ausnahme der Variante F auf 150 kN begrenzt. Bei nicht aufnahmefähigen Bahnstromnetzen wird die Leistung mithilfe von Bremsstellern aus den Zwischenkreisen entnommen und mit Bremswiderständen in Wärme umgewandelt.

### Bordnetz
Aus den Zwischenkreisen werden auch die Tiefsetzsteller der beiden Hilfsbetriebeumrichter gespeist, die die Hilfsbetriebe des Fahrzeugs mit 440 V Dreiphasenwechselstrom versorgen. Jedem Traktionsstromrichter-Zwischenkreis sind zwei Tiefsetzsteller fest zugeordnet. Jeder Hilfsbetriebeumrichter hat zwei Ausgänge mit einer variabler Frequenz zwischen 2 und 60 Hz. Die Verbraucher des Hilfsbetriebenetzes sind auf die vier Hilfsbetriebeumrichterausgänge aufgeteilt, wobei zwei Ausgänge die frequenzvariablen Verbraucher, und zwei Ausgänge die frequenzfesten Verbraucher speisen. Die frequenzvariablen Ausgänge steuern die Fahrmotorlüfter, die Kühlanlagenlüfter und den Bremswiderstandslüfter. Die frequenzfesten Ausgänge versorgen den Luftpresser, das Batterieladegerät, die Hilfsbetriebeumrichter-Lüfter, die Wasserpumpen und die Lüfter der Stromrichter, die Transformatorpumpen, die Steckdosen, die Hochdrucklüfter für den Druckschutz in den Führerraumen, sowie die Klimaanlagen und Zusatzheizungen an. Die Frequenz des frequenzvariablen Hilfsbetriebenetzes wird dem Leistungsbedarf angepasst.
Neben dem Drehstromnetz verfügen die Fahrzeuge über ein 110-V-Bordnetz, das vom Batterieladegerät gespeist wird.

### Zugsammelschiene
Obwohl die Maschinen in erster Linie für den Güterverkehr bestimmt sind, können sie auch im Reisezugdienst eingesetzt werden, da sie mit Anschlüssen zur Speisung der Zugsammelschiene und der UIC-Leitung ausgerüstet sind. Im Gleichspannungsbetrieb wird die Zugsammelschiene direkt aus dem Oberspannungskreis gespeist. Im Wechselspannungsbetrieb wird die Zugsammelschiene über eine eigene Sekundärwicklung im Haupttransformator gespeist. Diese verfügt über eine Zwischenanzapfung, mit der zwischen 1000 V unter 15 kV bei 16,7 Hz und 1500 V bei 25 kV bei 50 Hz umgeschaltet werden kann. Die Heizdosen an den Fahrzeugenden sind abschließbar.

### Druckluft und mechanische Bremsen
Die Druckluft wird von einem mit einem Drehstrommotor angetriebenen Schraubenluftpresser erzeugt, der im Maschinenraum im Druckluftgerüst angeordnet ist. Zwei Hauptluftbehälter mit je 500 l Volumen sind unterflur angeordnet. Im Druckluftgerüst sind alle Betätigungs- und Steuergeräte für die Druckluft- und Bremsausrüstung zusammengefasst. Die meisten pneumatischen Komponenten sind auf einer Bremstafel angeordnet.
Die Fahrzeuge sind mit einer mehrlösigen, indirekt wirkenden, selbsttätigen Druckluftbremse, einer elektropneumatischen direkten Zusatzbremse und einer Federspeicherbremse als Festhaltebremse für das Fahrzeug ausgerüstet. Je Radsatz wirken zwei Kompaktbremszangen auf die Radbremsscheiben. Je Radsatz ist ein Bremszylinder mit einem Federspeicherbremszylinder ausgerüstet.

### Kühleinrichtungen
Um die entstehende Abwärme abzuführen, sind die Lokomotiven mit verschiedenen Kühleinrichtungen ausgestattet. Die Stromrichter und der Haupttransformator werden über zwei Kühlanlagen im Maschinenraum gekühlt. Diese sind jeweils mit einem Wärmetauscher für einen Stromrichter- und einen Transformator-Kühlkreislauf sowie einem Lüfter ausgestattet. Der Lüfter saugt die Kühlluft über das Dach an, drückt sie durch die Wärmetauscher und bläst sie unterflur wieder aus.
Die Fahrmotoren werden jeweils durch einen eigenen Fahrmotorlüfter gekühlt. Diese sind im Maschinenraum angeordnet und saugen die Kühlluft über Abscheidegitter in den Dachschrägen an. Über Faltenbälge wird die Luft aus dem Maschinenraum zu den Fahrmotoren geleitet.
Die in Turmbauweise angeordneten Bremswiderstände werden über einen Bremswiderstandslüfter gekühlt, der die Luft unterflur ansaugt und über das Dach ausbläst.

### Fahrzeugsteuerung
Die Fahrzeugsteuerung übernimmt alle Steuerungs-, Regelungs-, Schutz- und Diagnoseaufgaben. Sie basiert auf dem Sibas-System und besteht aus den zentralen Steuergeräten, den Antriebssteuergeräten, den Farbdisplays in den Führertischen, dem Bremssteuergerät und weiteren angeschlossenen Komponenten. Diese kommunizieren über den Multifunction Vehicle Bus (MVB) untereinander. Die Kommunikation innerhalb des Zugverbandes geschieht entweder über die Zeitmultiplexe Mehrfachtraktionssteuerung (ZMS) oder die Zeitmultiplexe Wendezugsteuerung (ZWS).
Die Lokomotiven können in Mehrfachtraktion sowohl artenrein mit anderen ES64F4-Lokomotiven als auch im Mischverbund mit Lokomotiven der Baureihen 120, ES64F, ES64U2, ES64U4 und Vectron verkehren.

### Zugbeeinflussung
Je nach Variante sind die Lokomotiven der Bauart ES64F4 mit Fahrzeuggeräten für unterschiedliche Zugbeeinflussungen auszurüsten. Eingesetzt wurden folgende Zugbeeinflussungssysteme:
- LZB / PZB
- ZUB262/Integra
- SCMT
- SHP
- ETCS
- ATB-EG
- Mirel
- TBL1+

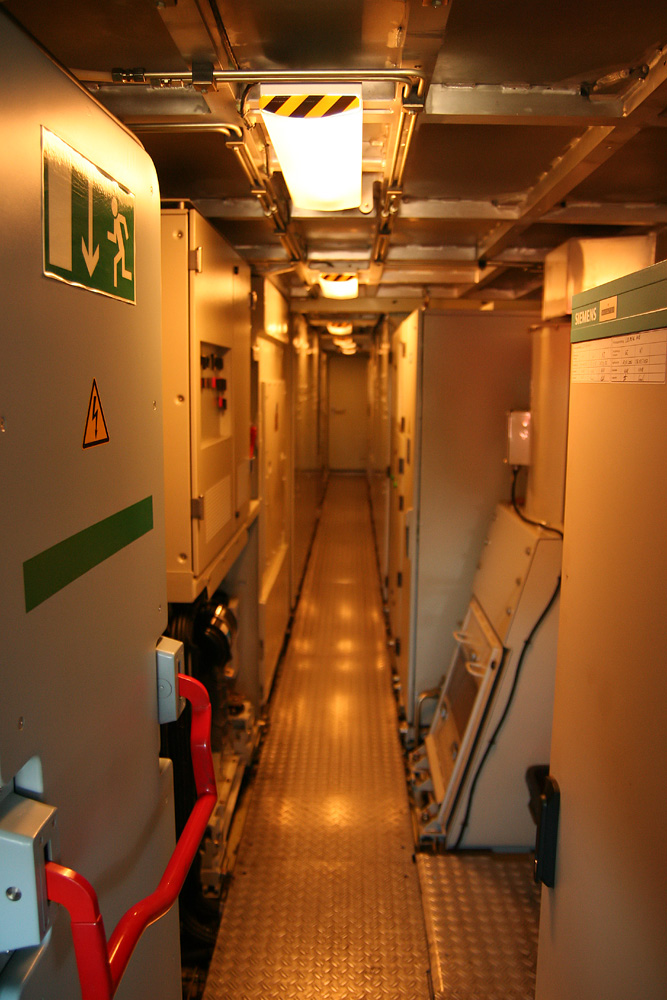
Maschinenraum einer ES64F4
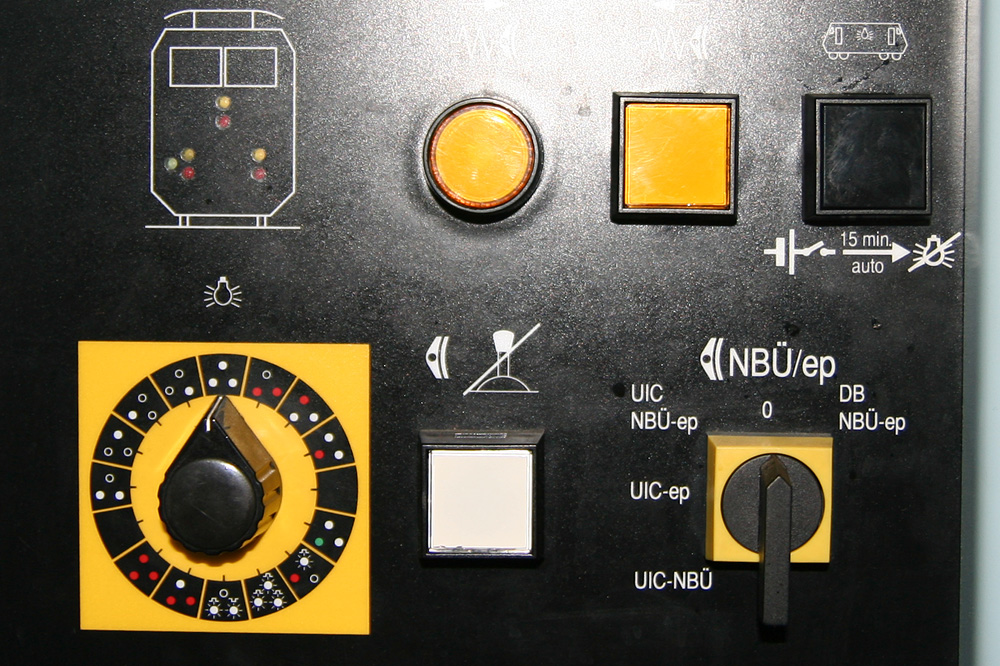
Wahlschalter für Spitzen- und Schlusssignal (links)
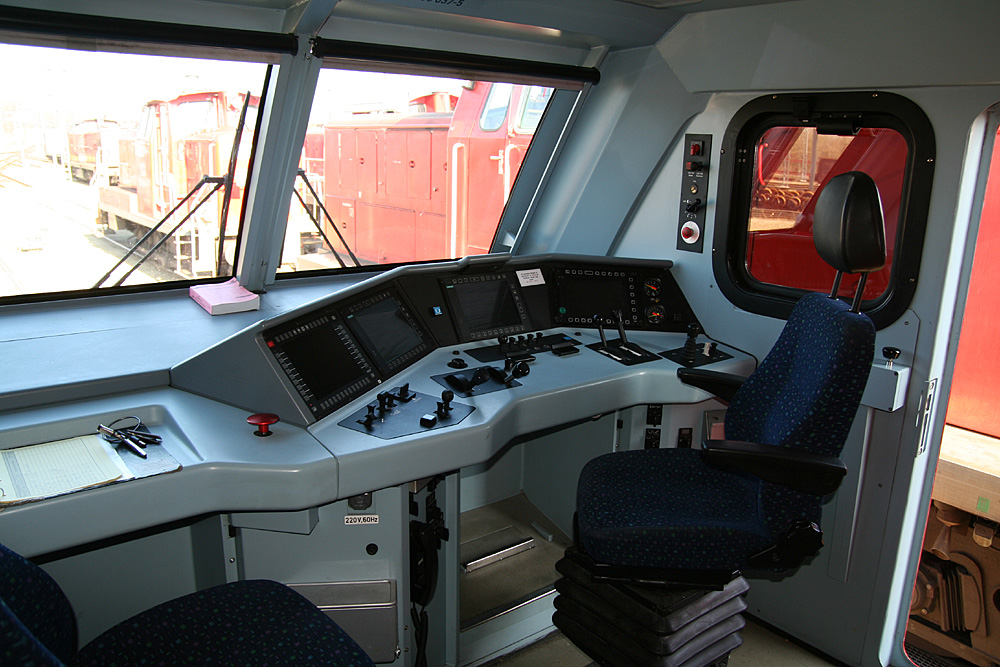
Führerstand
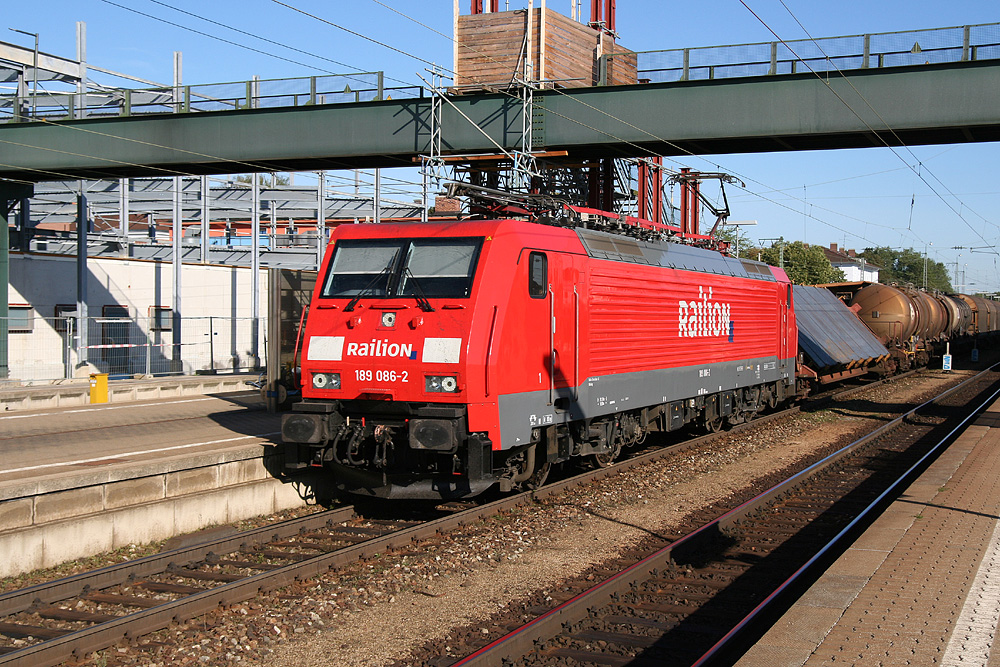
189 086 in Ingolstadt Hbf
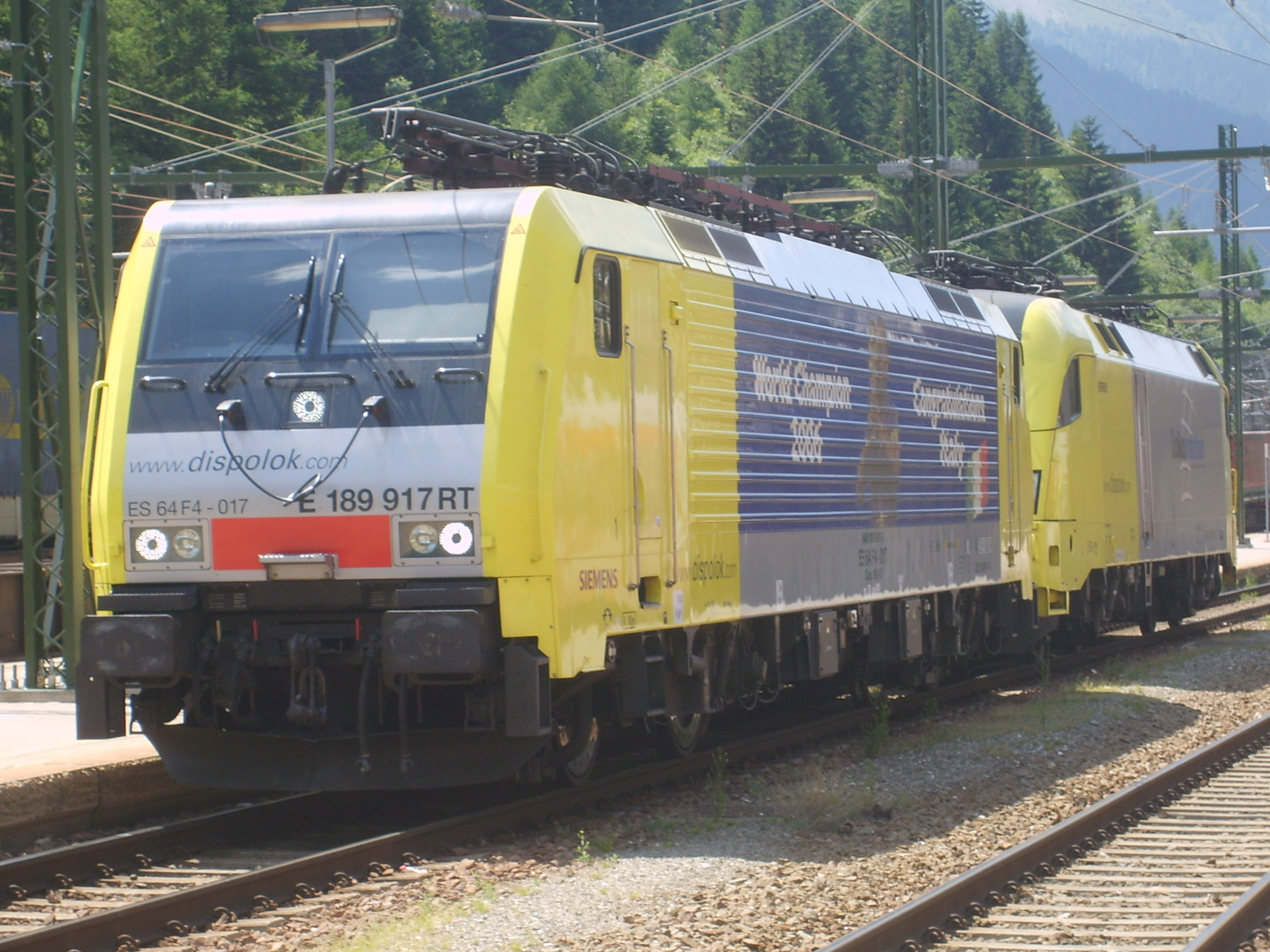
189 917 im Bahnhof Brenner

### Varianten
Neben der Fähigkeit, unter allen vier in Kontinentaleuropa üblichen Bahnstromsystemen zu verkehren, müssen die Lokomotiven für den grenzüberschreitenden Verkehr die länderspezifischen Anforderungen erfüllen. Um die verschiedenen Länderanforderungen zu erfüllen, können die jeweils erforderlichen Komponenten als „Paket“ installiert werden. Diese Pakete werden in Varianten zusammengefasst:
| Variante    | VA | VD | VE | VF | VI | VJ | VK | VL | VM | VO | VP |
| Deutschland | X  | X  | X  |    |    | X  | X  | X  | X  | X  |    |
| Österreich  |    | X  | X  |    |    |    |    | X  | X  |    |    |
| Schweiz     |    |    |    | X  |    |    |    |    |    |    |    |
| Italien     |    | X  | X  | X  | X  |    |    | X  |    |    |    |
| Slowenien   |    | X  | X  |    |    |    |    | X  | X  |    |    |
| Kroatien    |    | X  | X  |    |    |    |    | X  | X  |    |    |
| Niederlande |    |    | X  |    |    | X  | X  | X  |    | X  |    |
| Belgien     |    |    |    |    |    |    |    | X  |    |    |    |
| Polen       |    |    |    |    | X  |    |    |    | X  | X  | X  |
| Tschechien  |    |    |    |    |    |    |    |    | X  |    |    |
| Rumänien    |    |    |    |    |    |    |    |    | X  |    |    |
| Ungarn      |    |    |    |    |    |    |    |    | X  |    |    |

1. ↑  April 2006 – Dezember 2011 nur Bad Schandau (Gr.)–Děčín; seitdem ganz Tschechien

## Einsatz bei der DB

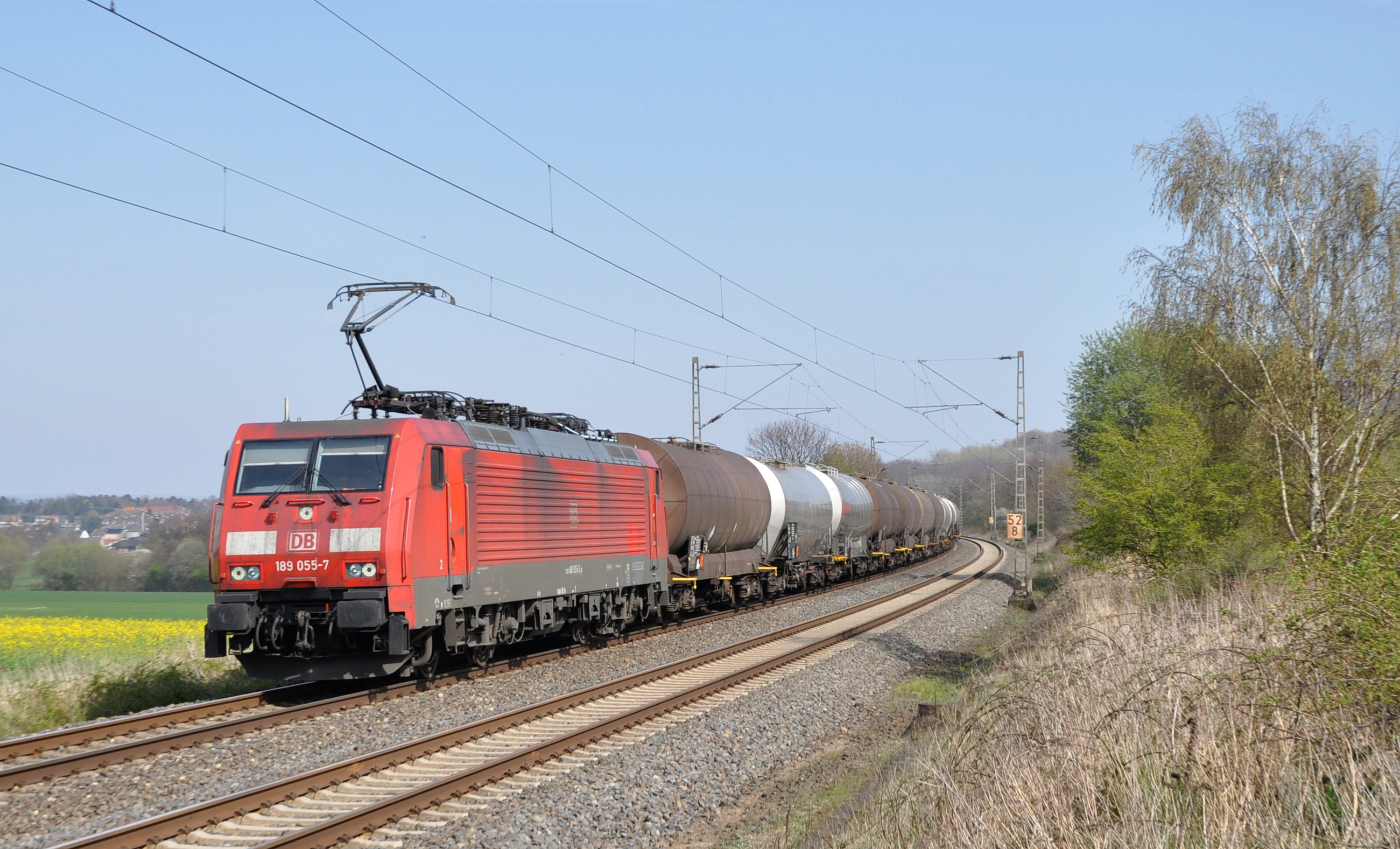
189 055 der DB Cargo bei Eschweiler

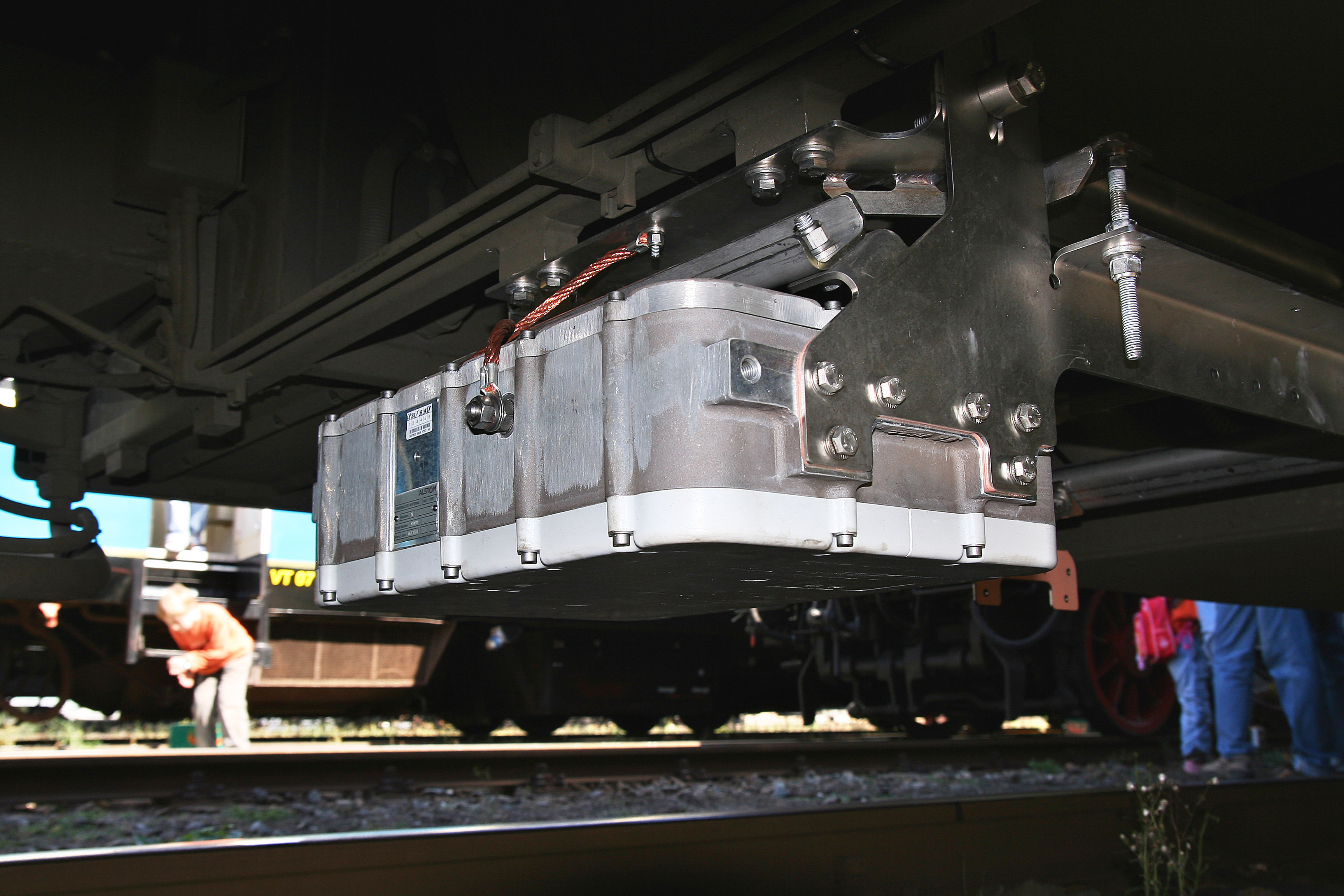
ETCS-Antenne unter einer Lokomotive der Baureihe 189

Im August 1999 bestellte DB Cargo im Rahmen einer Option 100 Lokomotiven der Baureihe 189. Im Juli und August 2003 wurden mit den ES 64 F4 001 und ES 64 F4 002 die beiden ersten Maschinen bei Siemens Transportation Systems fertiggestellt. Anfang August 2003 wurden die ersten Lokomotiven der Baureihe 189 im Plandienst gesichtet.
Die Lokomotiven werden wegen ihrer Höchstgeschwindigkeit von 140 km/h (optional jedoch auf 230 km/h aufrüstbar) fast ausschließlich vor Güterzügen eingesetzt. Sie befinden sich im Eigentum der DB Cargo Deutschland.
Vom 19. bis 21. November 2002 fanden mit der 189 001 mehrere lauftechnische Messfahrten in Ungarn statt. Wegen der fehlenden MÁV-Zugbeeinflussung wurde das Fahrzeug dabei geschleppt. Ab Oktober 2003 lief ein mehrmonatiges Testprogramm mit den 189 004 und 007 in den Niederlanden. Ab der 189 061 wurden die Maschinen mit nur noch zwei statt vier Stromabnehmern ausgeliefert, da diese Lokomotiven vorerst nur noch in Deutschland eingesetzt werden sollten. Am 14. Dezember 2005 wurde mit der 189 100 die letzte Lokomotive der Baureihe 189 an Railion übergeben. Zu diesem Zeitpunkt hatten in 16 Ländern Zulassungs- und Präsentationsfahrten stattgefunden.
Im April 2006 erhielten die ersten Lokomotiven ihre Zulassung für die grenzüberschreitende Strecke Bad Schandau–Děčín (Elbtalbahn). Damit kamen die Lokomotiven erstmals auch unter der Fahrleitungsgleichspannung von 3 kV zum Einsatz. Einschränkungen bestanden jedoch noch hinsichtlich Höchstgeschwindigkeit (100 km/h), der Anzahl einsatzfähiger Fahrmotoren (mindestens drei) und des Verbots der Nutzung der elektrischen Bremse.
Ebenfalls im Jahr 2006 erteilte die DB an ein Konsortium aus Siemens und Alstom den Auftrag, 26 Lokomotiven der Baureihe 189 mit dem europäischen Zugbeeinflussungssystem ETCS auszurüsten. Zusammen mit der Umrüstung von 22 niederländischen Lokomotiven der Reihe 6400 umfasste der Auftrag ein Volumen von rund 30 Millionen Euro. 2007 begann DB Cargo (damals Railion) mit der Umrüstung von 26 Mehrsystemlokomotiven der Baureihe 189 auf ETCS. Zum Fahrplanwechsel im Dezember 2009 nahm DB Cargo (damals DB Schenker Rail) weitere 32 mit ETCS ausgerüstete Lokomotiven der Baureihe 189 in Betrieb, die in Deutschland und den Niederlanden eingesetzt werden können. Darüber hinaus waren für den Schweizverkehr zehn Lokomotiven mit ETCS ausgerüstet. Im September 2021 schrieb DB Cargo die Ausrüstung von 32 Lokomotiven mit ETCS (einschließlich ETCS Level 3 und Zugintegritätsüberwachung) aus, mit Optionen für 70 weitere Maschinen sowie ATO GoA 2. Die 32 Maschinen sollen bis Dezember 2024 ausgerüstet werden, um in Polen und Tschechien mit ETCS in Bereichen ohne konventionelle Signalisierung eingesetzt zu werden. Die Ausrüstung der übrigen 70 Lokomotiven soll ggf. bis Dezember 2026 erfolgen. Im Mai 2022 wurde das Vorhaben erneut ausgeschrieben.
Damit die Lokomotiven auch in den Niederlanden eingesetzt werden dürfen, erhielten sie zusätzlich das niederländische Zugbeeinflussungssystem ATB. Zudem benötigen die Lokomotiven entsprechend den niederländischen Vorschriften komplett weiße Fronten. Die Betuwe-Route, auf der auch die 189 verkehren, ist Teil der Zugverbindung Rotterdam (NL)–Genua (I).
Zwischenzeitlich verkaufte DB Cargo zehn Lokomotiven der Baureihe 189 an MRCE, die zunächst selbst wieder angemietet wurden, inzwischen aber für andere Betreiber als Dispoloks im Einsatz sind. Unter anderem wurden mit diesen Maschinen Züge der seit Dezember 2016 eingestellten City Night Line bespannt (z. T. auch in Doppeltraktion). Bei den dort eingesetzten Lokomotiven wurden auch Aufkleber mit dem CityNightLine-Logo aufgebracht. Die Lokomotiven der Baureihe 189 erhielten die neuen UIC-Nummern wie z. B. 91 80 6 189 092-0 D-DISPO wegen der internationalen Einsetzbarkeit schon früh. Im Jahr 2021 wechselten die Lokomotiven im Tausch mit Lokomotiven der Reihe 187 wieder in den Bestand der DB, nachdem sie bereits vorher für einige Monate gemietet wurden.
Die Lokomotiven 189 065 und 074 waren im Dezember 2012 an einem Bahnübergangsunfall in Düsseldorf-Eller beteiligt. 189 020 verunfallte am 13. Dezember 2024 an einem halbbeschrankten Bahnübergang in Börde. Ein LKW hatte den Bahnübergang aufgrund technischer Probleme nicht verlassen können, der abgesetzte Notruf erreichte den Triebfahrzeugführer nicht mehr rechtzeitig. An der Lokomotive entstand erheblicher Sachschaden, so dass mit Stand Dezember 2024 von einer Ausmusterung ausgegangen werden muss. Der Triebfahrzeugführer wurde bei dem Unfall nur leicht verletzt, der LKW-Fahrer konnte sich rechtzeitig in Sicherheit bringen.
Da die Lokomotiven der Baureihe 189 relativ zugkräftige Elektrolokomotiven sind, werden sie in Zukunft die Maschinen der Reihe 151 auch vor den 6000 Tonnen schweren Erzzügen ersetzen, die eine Lokomotive der Reihe 185 nicht bewältigt.

## Andere Bahngesellschaften

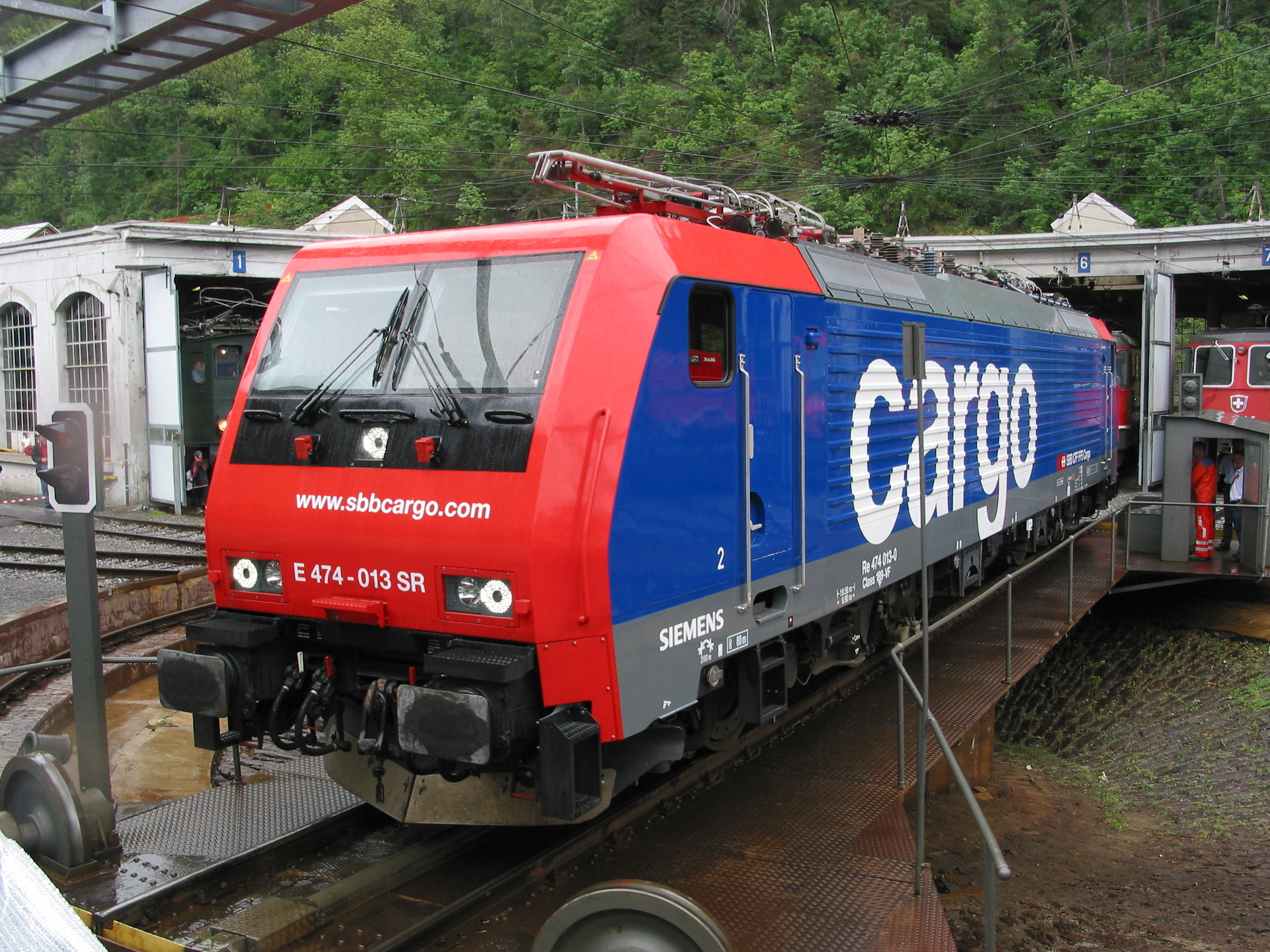
SBB Re 474 013 in Brig

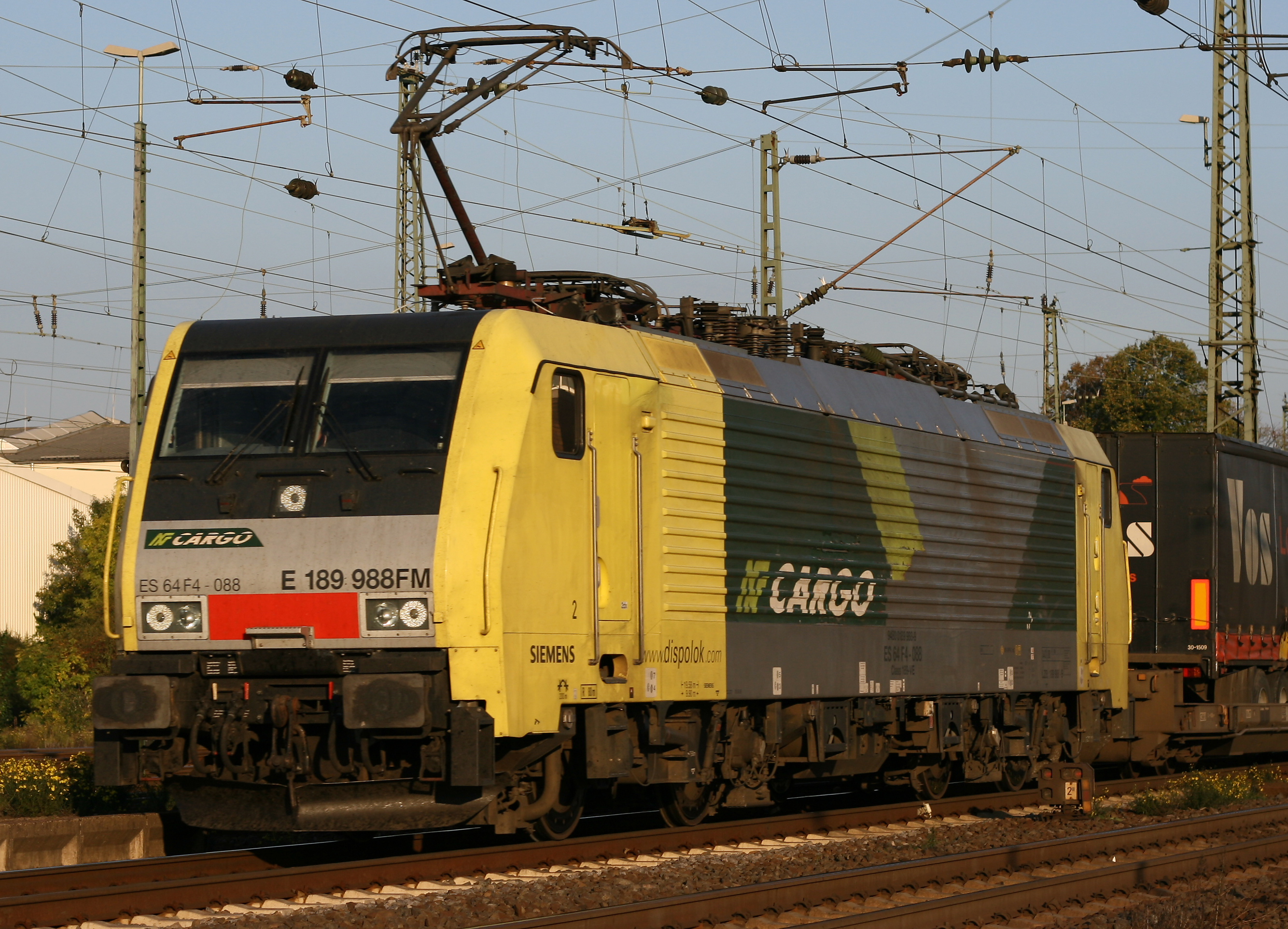
Eine ES64F4 des Dispolok-Pools

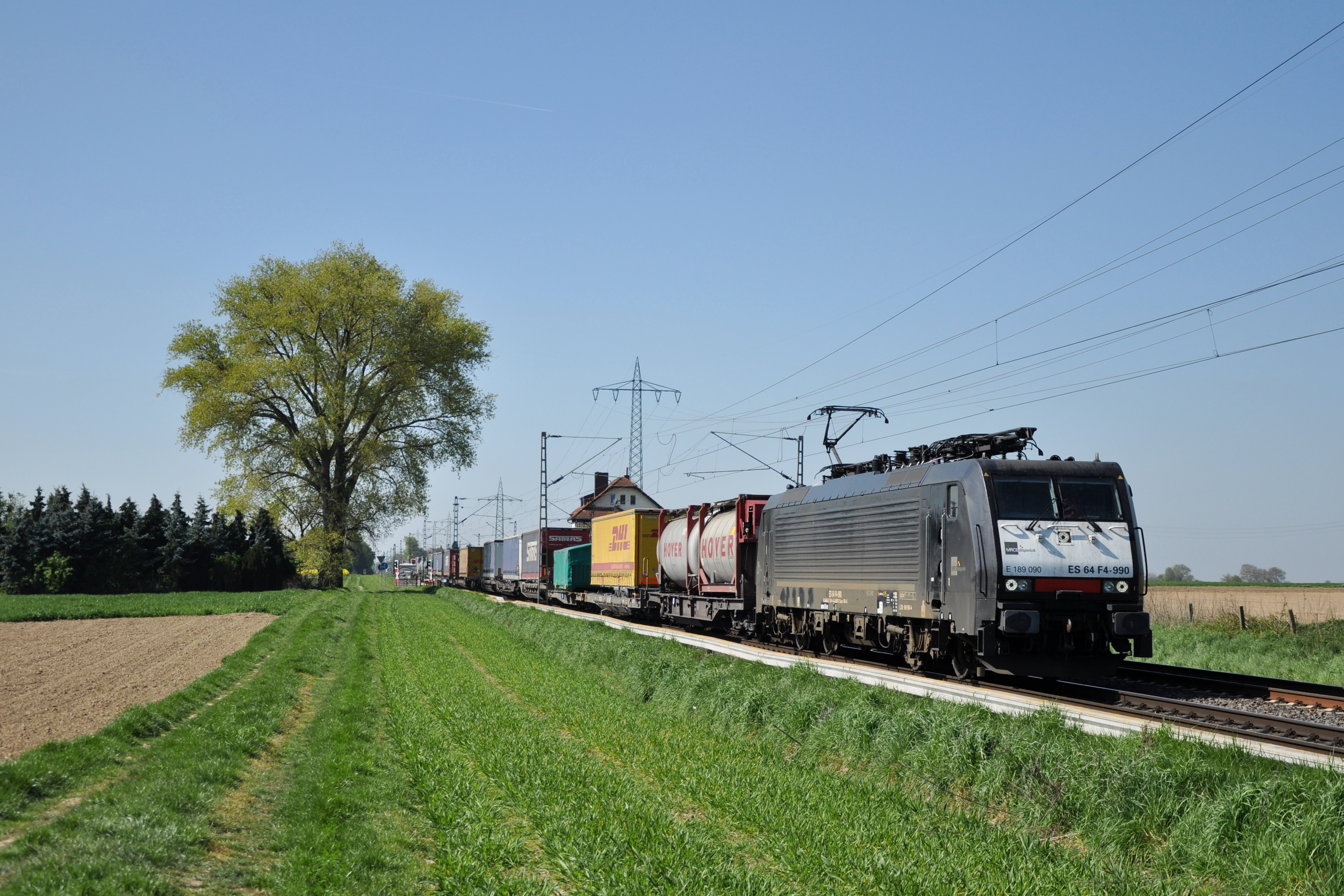
ES 64 F4-990 der MRCE bei Herrath

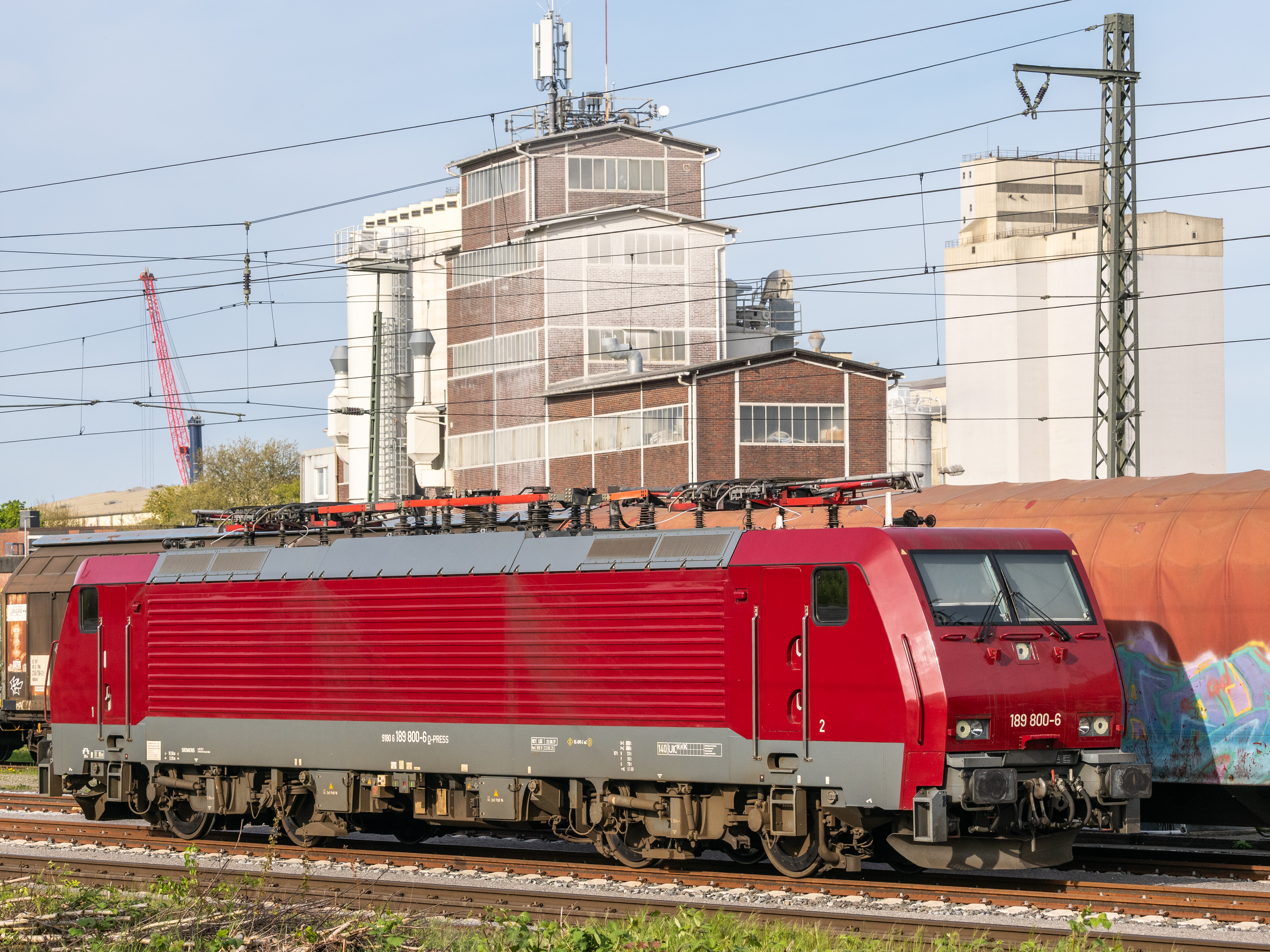
189 800 (ES64F4) der Pressnitztalbahn in Brake

Auch bei anderen Bahngesellschaften in der Schweiz, Italien, den Niederlanden und Schweden sind Lokomotiven dieses Typs im Einsatz.
Bei den SBB sind die Loks dieses Typs als Re 474 (Auslieferung seit Mai 2005) im Einsatz. Hier waren zunächst 18 Maschinen bestellt, es wurden jedoch aufgrund von Verzögerungen bei der Zulassung in Italien und anderer Probleme nur 12 übernommen. Die anderen sechs wurden von Siemens inzwischen an Hector Rail (Schweden, zwei Loks), Impresa Ferroviaria Italiana (Italien, drei Loks) und NordCargo (Italien, eine Lok) verkauft. Die Re 474 sind jedoch nur in der Schweiz und Italien zugelassen und deshalb auch nur mit Paletten für diese beiden Länder ausgerüstet.
Das Leasingunternehmen MRCE (ursprünglich Siemens Dispolok) vermietet Lokomotiven dieses Typs an die verschiedensten Eisenbahnunternehmen. Zeitweise machte hierbei vor allem DB AutoZug von sich reden, die von Dispolok die Lokomotive ES64F4 020 mietete, um ein Zugpaar von Hamburg-Altona bis Rijeka in Kroatien ohne Lokwechsel durchbinden zu können. Man musste hierbei auf eine mit den passenden Länderpaketen ausgestattete Maschine von Dispolok zurückgreifen, da die damalige DB Schenker Rail (heute DB Cargo) keine entsprechend ausgerüsteten 189er besaß. Die ES 64 F4 020 erhielt aus diesem Anlass zudem eine Teilflächen-Sonderlackierung auf den Kastenlängsseiten. MRCE verfügt über 45 Lokomotiven dieses Typs. Hiervon sind wiederum je fünf Maschinen an die italienische Bahngesellschaft Rail Traction Company und an Lokomotion verkauft worden. Die weiteren 35 stehen für diverse Anbieter in ganz Europa im Einsatz, unter anderem für Veolia für Einsätze nach Frankreich, die polnischen Unternehmen CTL mit 5 Lokomotiven, Lotos Kolej mit 7 Lokomotiven und PKP Cargo mit 8 Lokomotiven, oder City Night Line für Fernverbindungen in den Niederlanden.
Ein außergewöhnliches Einsatzgebiet für die ES64F4 ergab sich vor den Eurocitys auf der Brennerbahn. Weil sich Trenitalia zum Fahrplanwechsel 2009 aus dem Betrieb dieser Züge zurückgezogen hat, betreiben seitdem ÖBB und DB die EC-Züge auch auf dem italienischen Streckenteil. Dafür wurden zunächst von Nordcargo bzw. MRCE Dispolok gemietete ES64F4 (in Italien als E.189 bezeichnet) eingesetzt, mit welchen die Züge durchgehend auf der Gesamtstrecke zwischen München und Italien bespannt wurden. Ab Juni 2010 wurden sie schrittweise durch Siemens ES64U4 (ÖBB-1216, in Italien E.190) ersetzt. Diese Loks entsprechen im elektrischen Teil weitgehend den ES64F4 und können in etwa als die Personenzug- bzw. Universalversion dieser Baureihe angesehen werden. Zum Fahrplanwechsel 2013/2014 wurden zwischen München und Brenner kurzfristig wieder Lokomotiven der Reihen 1016 und 1116 verwendet, der Einsatz der 1216 blieb in dieser Zeit auf den italienischen Abschnitt beschränkt. Grund dafür waren Werkstattaufenthalte zum ETCS-Einbau in Linz für die 1216 der ÖBB, weshalb vorübergehend weniger Maschinen zur Verfügung standen.
Siemens Dispolok erreichte Ende 2003 eine Zulassung der Lokomotiven in der Schweiz.
Nach entsprechenden Versuchsfahrten in der Schweiz war die Lokomotive ES 64 F4 001 von 24. Juni 2003 bis Ende Januar 2004 zu Versuchsfahrten in Italien eingesetzt. Nach der Zulassung wurde der Betrieb am Brenner am 6. Mai 2004 mit den Lokomotiven ES 64 F4 002 und 004 aufgenommen. Am 10. Januar 2005 verkehrte mit der ES 64 F4 001 erstmals eine ES 64 F4 durchgehend von Deutschland nach Italien (Verona).
Während die Deutsche Bahn ihre Lokomotiven der Baureihe 189 zunächst nur im Inland einsetzte, kamen Maschinen von Dispolok ab Anfang 2004 im europäischen Verkehr zum Einsatz.